# Dream On
A Dream On az amerikai Aerosmith együttes dala, amely az 1973-ban kiadott debütáló albumon szerepelt. A kislemez 1973. június 27-én jelent meg a Columbia gondozásában. A lemez B oldalára a szintén az első albumon szereplő Somebody került. A dalt az együttes énekese Steven Tyler írta. A blues hatásokat is tükröző ballada az együttes első nagy sikere lett, melyet a klasszikus rockra specializált rádiók is rendszeresen leadtak. Az első kiadáskor még nem aratott nagy sikert, csupán az 59. helyre került a Billboard Hot 100 listáján. 1976-ban újra megjelent a dal, és január 10-én a 81. lett, februárban már bekerült a Top 40-be, míg április 10-én a 6. helyre tornázta fel magát, így ez lett az együttes első Top 10-es sikere.
A dal eredetileg 4 perc 28 másodperc hosszúságú, az 1973-as kiadás 3:25-re le lett rövidítve. Az 1976-os kiadás viszont már az eredeti 4:28 hosszúsággal jelent meg. A dal először 1971-ben a Willimanticben található Shaboo Inn klubban csendült fel, ahol Tyler egy RMI típusú szintetizátoron adta elő a dalt. Egy 2011-es interjúban Steven Tyler elmondta, hogy a dal megírásakor visszaemlékezett azokra az időkre, amikor hároméves korában letelepedett apja zongorája alá, és hallgatta ahogy klasszikus darabokat játszik rajta. A dal szerepel a  The Rock and Roll Hall of Fame's 500 Songs that Shaped Rock and Roll listáján, míg a Rolling Stone magazin Minden idők 500 legjobb dalának a listáján a 172. helyre sorolta. Az emberek többsége ezzel a dallal azonosítja a zenekart.

## Története
Steven Tyler még négy évvel az Aerosmith megalakulása előtt írta meg a dalt, de először csak 1971. május 26-án vetette papírra.
Tyler észrevette, hogy túl sokat játszik dúrban, ezért egy nap moll hangnemben kezdett el improvizálgatni Steinway típusú zongoráján. Az első versszakot Sunapeeben írta meg, míg a másodikat Logan Hiltonban. A dal arról szól, hogy addig kell álmodoznod, amíg sikerül megvalósítanod az álmod. Az énekes elmondása szerint benne van mindaz a sóvárgás és becsvágy ami jellemzett minket akkoriban.
A dal felvételére az első album rögzítésekor 1972-ben a bostoni Intermedia Stúdióban került sor Adrian Barber producerrel. Eredetileg Tyler RMI típusú elektromos zongoráján akarták felvenni, de miután ezt ellopták New Yorkban, a Wurlitzer cégtől kapott mellotronnal lett feljátszva. A szám vonós és fuvola részei egyaránt ezzel a hangszerrel lettek rögzítve. Tyler visszaemlékezése szerint a feljátszás közben THC-csíkokat szippantott fel. Az együttes első albumán James Brown és Sly Stone hatására megváltoztatta az énekhangját Tyler, így nem a valódi hangszínét használta. Kivételt ez alól csak ez a szám képez, így itt a valódi énje hallható.
A kislemezen kiadott Mama Kin, és maga a nagylemez is gyakorlatilag megbukott, mivel a kiadó nem támogatta az albumot. A Columbia ezért ejteni akarta a zenekart, de Steve Leber az együttes egyik menedzsere rábeszélte Clive Davist, hogy adják ki a Dream Ont is kislemezen. Miután a kislemezlista 59. helyig jutott, az együttes lehetőséget kapott arra, hogy még egy albumot elkészíthessen a kiadónál.
A dal feljutott a Cashbox kislemezlistájára, és 11 hét alatt a 43. helyig jutott.
A számot a bostoni rádiadók is elkezdték játszani, a WVBF-en négy hónapon át majdnem mindennap a hallgatók által legtöbbet kért szám lett. A WMEX-AM programigazgatója John Garabedian rendszeresen műsoron tartotta, ezáltal Új-Anglia elsőszámú Top 40 rádiója a WRKO is elkezdte játszani. Nyolc héten át vezette az adó slágerlistáját, majd a Rolling Stones Angieje szorította le az első helyről. Ezenkívül szintén első lett a kevésbé kereskedelmi, bostoni WBZ-FM-en is.
Érdekesség, hogy a gitáros Joe Perry elmondása szerint a szám nem tartozott a kedvencei közé, és a benne nyújtott gitárjátékával is elégedetlen volt. Visszaemlékezése szerint amikor csak meghallottam a rádióban, rosszul lettem tőle. Bármennyire is sikeres lett, gyűlöltem, hogy hard rock banda létünkre egy lassú számnak köszönhettük a hírnevünket. De akkoriban így működtek a dolgok. 1973-ban kizárólag a rádiók támogatásával lehetett befutni, és egy magunkfajta banda ezt csakis egy balladával érhette el.

## Videóklip
A dalra 1991 októberében az MTV tizedik születésnapját ünneplő gálaműsoron forgattak videóklipet, ahol az együttes egy 57 tagú szimfonikus zenekar kíséretében adta elő a dalt. Az előadás a bostoni Tremont Streeten található Wang Centerben került megrendezésre. A 4000 fős közönséget rádióvetélkedők nyertesei tették ki. Az együttesnek hatszor kellett eljátszania a számot, mire a rendező Marty Callner úgy érezte, elegendő anyagot sikerült felvennie. Ezt követően egy hatszámos előadással hálálták meg a rajongók türelmét.

## Koncerteken
A koncerteken általában zongora nélkül szokták a dalt előadni, de már több alkalommal is előfordult, hogy Tyler zongora mögé ülve is eljátszotta. A számot egy szimfonikus zenekarral kibővítve (amelyet Michael Kamen vezényelt) is előadták az MTV tizedik születésnapját ünneplő eseményen. A felvétel szerepelt Az Utolsó Akcióhős filmzenealbumán is. 2006-ban Steven Tyler és Joe Perry a Boston Pops Orchestra közreműködésével adta elő a dalt.
2006. szeptember 19-i koncertjükön egy elhunyt izraeli katona Ehud Goldwasser emlékére adták elő a számot.
2007. szeptember 22-én Atlantic City (New Jersey)ben egy Monica Massaro nevű rajongó emlékére játszották el, aki abban az évben hunyt el.
2010 augusztusában a bostoni Fenway Parkban Tyler zongorán is elő adta a dalt.
2011. május 25-én az American Idol 10. szezonjának fináléjában elénekelte a számot Steven Tyler.

## Kislemez számlistája

### 7 hüvelykes hanglemez
A oldal
1. Dream On

B oldal
1. Somebody

### CD-Maxi
1. Dream On
2. Dream On (Élő)
3. Walk This Way

## Közreműködők
- Steven Tyler – ének,mellotron
- Joe Perry – gitár, vokál
- Brad Whitford – gitár
- Tom Hamilton – basszusgitár
- Joey Kramer – dob, ütőhangszerek

## Produkció
- Producer: Adrian Barber
- Hangmérnök: Adrian Barber, Caryl Weinstock

## Megjelenése más albumokon
- Live! Bootleg
- Greatest Hits
- Classics Live I
- A Little South of Sanity
- Big Ones
- Young Lust: The Aerosmith Anthology
- O, Yeah! Ultimate Aerosmith Hits
- Devil's Got a New Disguise
- Music From The Original Motion Picture "Last Action Hero"

Ezenkívül még megjelent az együttes box szett kiadványain is.

## Megidézései és feldolgozásai
- A Rainbow, a Black Sabbath, és a Dio legendás énekese Ronnie James Dio és a svéd gitárvirtuóz Yngwie Malmsteen közösen adták elő a dalt 1999-ben.
- 2009-ben Danny Gokey az American Idol 8. szezonjában énekelte el a számot. Az előadása negatív megítélést kapott a zsűritagoktól, és a médiában is kigúnyolták a dal végi sikoly prezentálásáért.[18][19][20]
- Az amerikai rapper Eminem The Eminem Show című albumán szereplő Sing for the Moment című dalában idézi meg a számot, melyhez a gitárszólót Joe Perry játszotta fel.
- A Train együttes az MTV Icon rendezvényen adta elő a dalt.
- Andru Donalds reggae/soul énekes az Andru Donalds című lemezén dolgozta fel a számot.
- A The Mission együttes a Children albumán dolgozta fel a számot.
- A Fisher együttes a 2002-es Uppers & Downers albumán dolgozta fel a számot. Ez a verzió felhangzott az NBC-n futó Windfall tévésorozat utolsó epizódjában.
- A világ egyik leggyorsabb gitárosaként ismert Michael Angelo Batio a Hands Without Shadows albumán dolgozta fel instrumentális (ének nélküli) formában.
- A számot már többször is elénekelte Anastacia popénekesnő.
- Az amerikai énekesnő Tori Amos szintén elénekelte már koncertjén a dalt.
- A klasszikus és jazz műfajban jártas énekes Kelly Sweet is előadta a számot.
- A Blessthefall metalcore együttes a Punk Goes Classic Rock című válogatásalbumon (amely része a Punk Goes... szériának) játszotta el a számot.
- A Breaking Benjamin alternatív rockegyüttes az egyik koncertjén adta elő a dalt.
- Az Immortal Technique a The Martyr albumán szereplő Angels & Demons számban remixelte a dalt.
- 2011-ben Reece Mastin az ausztrál X Factor győztese a saját nevét viselő debütalbumán énekelte el a számot.

## Médiában való szereplése
- 1993. október 9-én a Saturday Night Live Rock For Michael szériájában hangzott el.
- Az ESPN SportsCenter című televíziós showjának Images of the Century elnevezésű video montázsának a háttérzenéje volt a szám. A video a 20. századi sport felejthetetlen pillanatait mutatta be.
- A dal szerepelt a Miracle című Disney filmben és annak beharangozójában is.
- Egy nagyzenekarral kibővített verziójának a részletei felcsendültek Az Utolsó Akcióhős című filmben is.
- A Dead or Alive Ultimate videójáték nyitójelenetében is felhasználásra került.
- A 2007. június 22-én visszatért baseball sportoló Ken Griffey, Jr. tiszteletére is elhangzott a dal.
- A dal újra felvett változata megjelent a Guitar Hero: Aerosmith című videójátékban. A játékhoz további négy dalt vett fel újra az együttes. A Dream On a játék demo verzióján is szerepelt.
- Mielőtt még megjelent volna a Guitar Hero: Aerosmith, a dal szerepet kapott a Guitar Hero III: Legends of Rock videójátékban.
- A szám felhangzott a Döglött akták című sorozat 49. epizodjában.
- A dal 2008 májusában elhangzott a HBO által sugárzott Oscar De La Hoya–Stephen Forbes ökölvívó-mérkőzésen is.
- A dal szerepelt a Fox Broadcasting Company televíziós társaság Glee – Sztárok leszünk! vígjátéksorozatának 19. epizódjában.

## Helyezések
| Év   | Lista             | Helyezés |
| ---- | ----------------- | -------- |
| 1973 | Billboard Hot 100 | 59       |
| 1976 | Billboard Hot 100 | 6        |